# Аббатеджо
Аббатеджо (італ. Abbateggio) — муніципалітет в Італії, у регіоні Абруццо,  провінція Пескара.
Аббатеджо розташоване на відстані близько 135 км на схід від Рима, 55 км на схід від Л'Аквіли, 31 км на південний захід від Пескари.
Населення — 406 осіб (2014).
Щорічний фестиваль відбувається 10 серпня. Покровитель — святий Лаврентій.

## Демографія
Населення за роками:

Станом на 1 січня 2023 року в муніципалітеті офіційно проживало 12 іноземців з 7 країн, серед них 8 громадян країн Євросоюзу та 1 громадянин України.

## Сусідні муніципалітети
- Караманіко-Терме
- Леттоманоппелло
- Роккамориче
- Сан-Валентіно-ін-Абруццо-Читеріоре
- Скафа